# Lo Causse Begon
Lo Causse Begon (en francès Causse-Bégon) és un municipi francès situat al departament del Gard i a la regió d'Occitània.